# Lucija Cigić
Lucija Cigić est une ancienne joueuse de volley-ball croate née le 13 mars 1986 à Rijeka. Elle mesure 1,78 m et jouait au poste de libero. 

## Clubs
| Club                | De        | À         |
| ------------------- | --------- | --------- |
| ŽOK Rijeka          | 2002-2003 | 2002-2003 |
| AOK Mladost Zagreb  | 2003-2004 | 2005-2006 |
| Béziers Volley      | 2006-2007 | 2006-2007 |
| CS Dinamo Bucureşti | 2007-2008 | 2008-2009 |
| VfB Suhl            | 2009-2010 | 2011-2012 |

## Palmarès

### Équipe nationale
- Championnat d'Europe des moins de 18 ans
  - Vainqueur : 2003

### Clubs
- Championnat de Croatie
  - Vainqueur : 2004, 2005, 2006
- Coupe de Croatie
  - Vainqueur :  2004